# Piper ramosense
Piper ramosense är en pepparväxtart som beskrevs av Truman George Yuncker. Piper ramosense ingår i släktet Piper och familjen pepparväxter. Inga underarter finns listade i Catalogue of Life.